# Экономика Ямайки
Основу экономики Ямайки составляет сфера услуг и туризм. Наиболее острыми проблемами Ямайки остаются большой торговый дефицит, безработица и внешний долг, почти в полтора раза превышающий ВВП страны.
Добываются бокситы, из которых производится глинозём (промежуточный этап производства алюминия), которые составляют более половины экспорта страны. В сельском хозяйстве выращиваются бананы, сахарный тростник и кофе. В западных районах страны незаконно выращивается индийская конопля, из которой делается марихуана.

## Торговля
- Экспорт: глинозём, бокситы, сахар, бананы, ром, кофе
- Импорт: продовольствие, топливо, машинное и транспортное оборудование
- Партнеры по экспорту: США 25,8 %, Канада 19,3 %, Великобритания 10,7 %, Нидерланды 8,6 %, Китай 7 %, Норвегия 6,4 %, Германия 5,6 % (2005)
- Партнеры по импорту: США 41,4 %, Тринидад и Тобаго 14 %, Венесуэла 5,5 %, Япония 4,6 %